# Crusaders (Super Rugby)

     Teren podlegający Crusaders

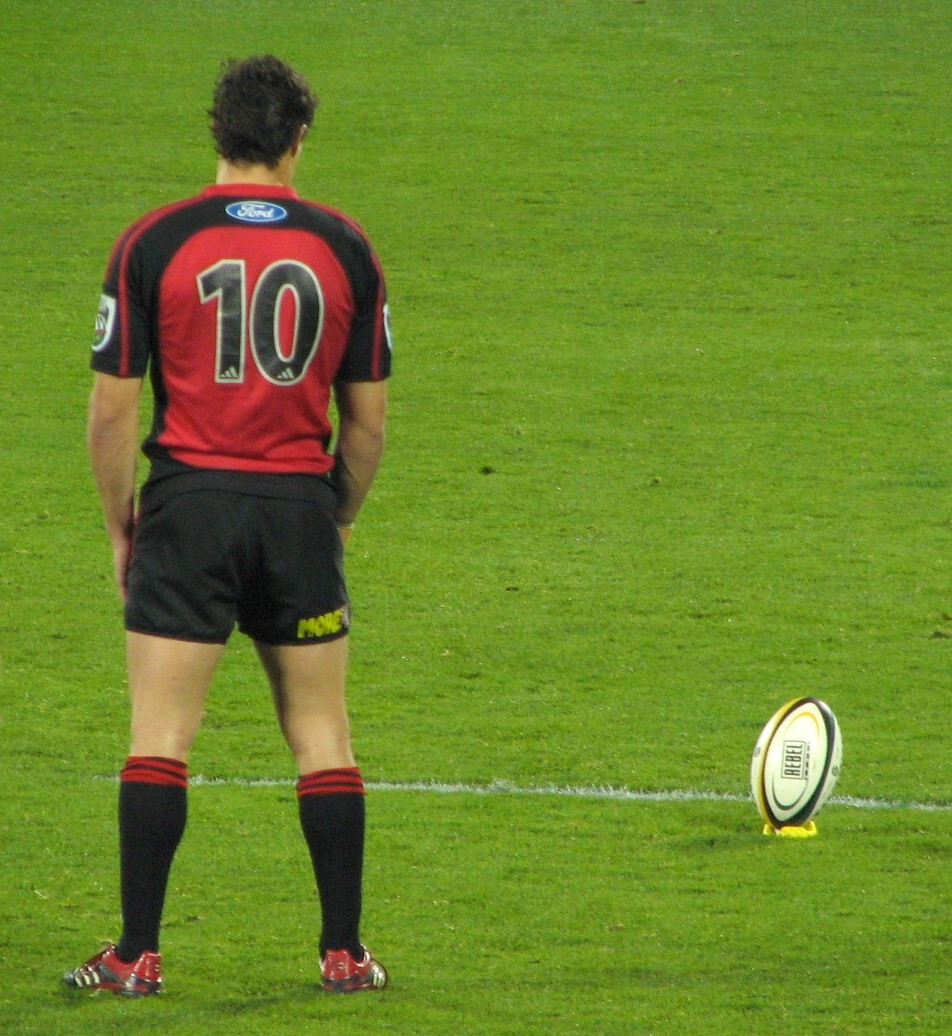
Dan Carter

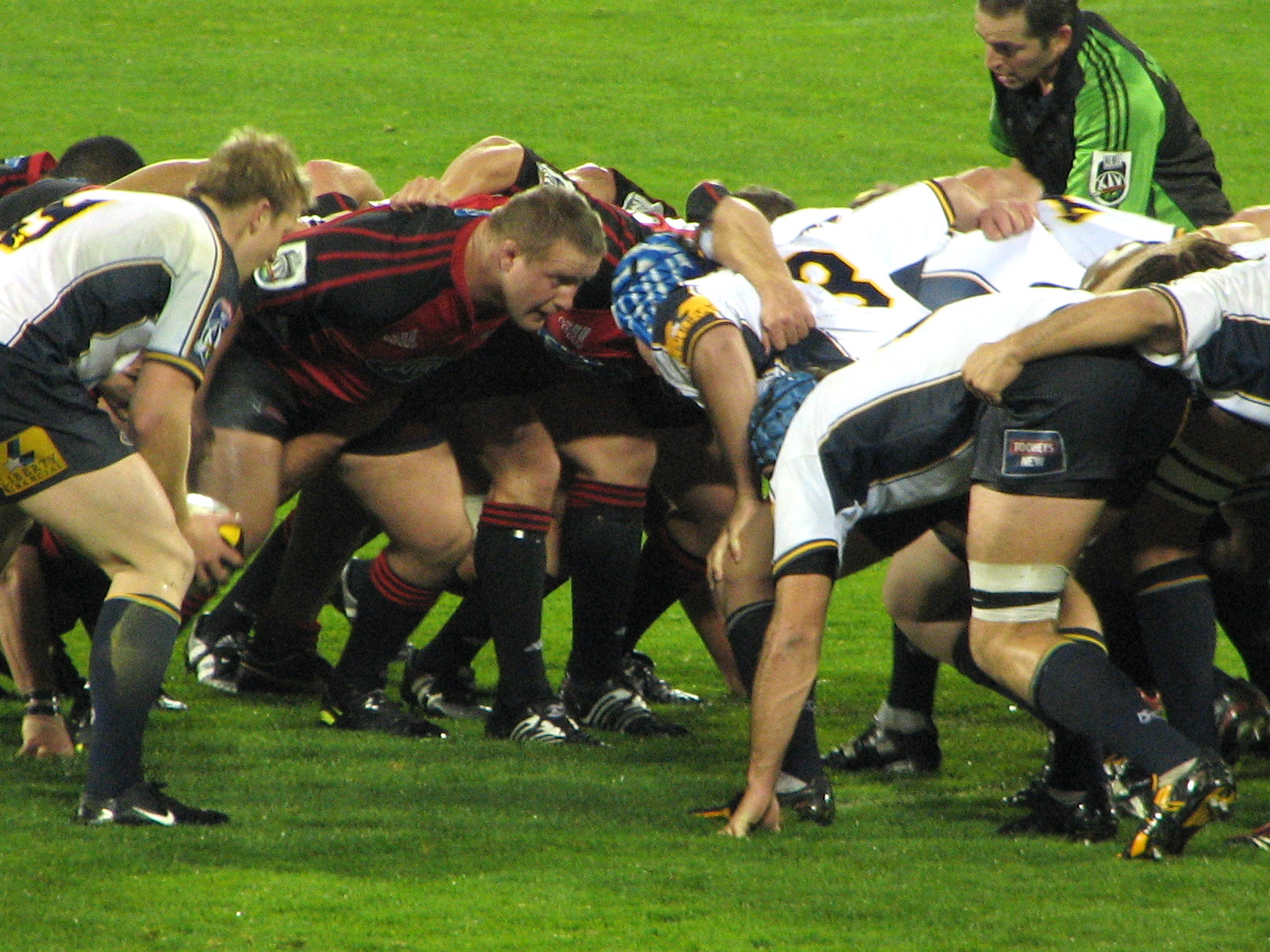
Mecz Crusaders vs. Brumbies

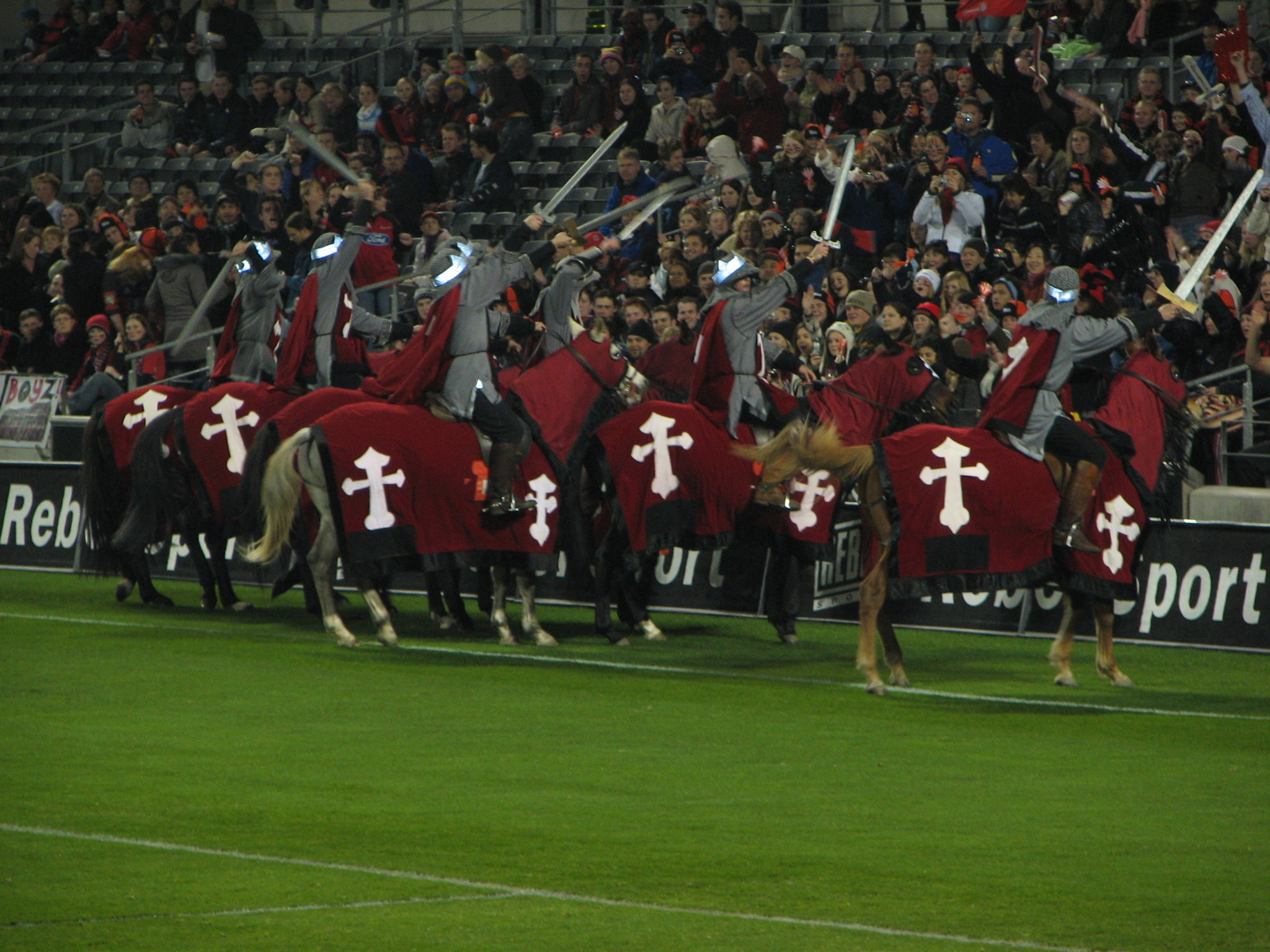
Krzyżowcy

Crusaders (dawniej Canterbury Crusaders, pl. Krzyżowcy) – profesjonalny nowozelandzki zespół rugby union występujący w lidze Super Rugby. Drużyna siedmiokrotnie zdobywała mistrzostwo Super Rugby (1998, 1999, 2000, 2002, 2005, 2006, 2008), co sprawia, że Crusaders są najbardziej utytułowaną ekipą w tych rozgrywkach. Dodatkowo do zespołu należy rekord w liczbie zdobytych punktów, oraz zdobytych przyłożeń w jednym meczu. Oba te wyczyny udało się osiągnąć podczas meczu z New South Wales Waratahs rozegranego w 2002 roku, aktóry zakończył się wynikiem 96-19 dla Crusaders. Do drużyny należy również niechlubny rekord polegający na najmniejszej liczbie punktów zdobytych w meczu, kiedy w 2009 roku Crusaders zostali pokonani przez Highlanders 9-0. W 2005 roku zespół zdobył 541 punktów i 71 przyłożeń, co również jest rekordem rozgrywek. Również zawodnicy Crusaders są posiadaczami rekordów: Andrew Mehrtens zdobył najwięcej punktów w sezonie Super 12 (206 punktów w sezonie 1998), Dan Carter zdobył najwięcej punktów w sezonie Super 14 (221 punktów w sezonie 2006), Rico Gear zdobył najwięcej przyłożeń w sezinie (15 w 2005 roku).
Mecze domowe zespół rozgrywa na stadionie Lancaster Park w Christchurch w regionie Canterbury. Franczyza Crusaders obejmuje północną część Wyspy Południowej. Drużyna skupia zawodników z sześciu zespołów z NPC: Buller, Canterbury, Mid-Canterbury, South Canterbury, Tasman oraz West Coast.
W drużynie występuje dwóch zawodników wybranych przez IRB najlepszymi graczami w danym roku: Dan Carter (2005) i Richie McCaw (2006).

## Kadra

### Znani gracze
- Andrew Mehrtens
- Justin Marshall
- Chris Jack
- Richie McCaw
- Daniel Carter

## Osiągnięcia w lidze Super Rugby
Crusaders zwyciężyli dotychczas w siedmiu spośród dwunastu sezonów Super Rugby, przegrywając w kolejnych dwóch finałach. Co więcej Crusaders byli gospodarzem pierwszego finału, który zresztą wygrali. Pomiędzy rokiem 1998 a 2006, Crusaders wystąpili w każdym finale, poza jednym, w 2001 roku.

### Miejsca w Super 12
| Wyniki Super 12 |                     |       |      |      |       |       |         |               |               |         |                                             |
| Rok             | Rozegrane spotkania | Zwyc. | Rem. | Por. | Pkt.+ | Pkt.- | Pkt.+/- | Pkt. bonusowe | „Duże” punkty | Miejsce | Playoffy                                    |
| 1996            | 11                  | 2     | 1    | 8    | 234   | 378   | -144    | 3             | 13            | 12.     |                                             |
| 1997            | 11                  | 5     | 1    | 5    | 272   | 235   | 37      | 4             | 26            | 6.      |                                             |
| 1998            | 11                  | 8     | 0    | 3    | 340   | 260   | 80      | 9             | 41            | 1.      | (zwycięstwo w finale nad Auckland Blues)    |
| 1999            | 11                  | 7     | 1    | 3    | 324   | 262   | 62      | 3             | 33            | 1.      | (zwycięstwo w finale nad Otago Highlanders) |
| 2000            | 11                  | 8     | 0    | 3    | 369   | 293   | 76      | 7             | 39            | 1.      | (zwycięstwo w finale nad Brumbies)          |
| 2001            | 11                  | 4     | 0    | 7    | 307   | 331   | -24     | 7             | 23            | 10.     |                                             |
| 2002            | 11                  | 11    | 0    | 0    | 469   | 264   | 205     | 7             | 51            | 1.      | (zwycięstwo w finale nad Brumbies)          |
| 2003            | 11                  | 8     | 0    | 3    | 358   | 263   | 95      | 8             | 40            | 2.      | (porażka w finale z Blues)                  |
| 2004            | 11                  | 7     | 0    | 4    | 345   | 303   | 42      | 6             | 34            | 2.      | (porażka w finale z Brumbies)               |
| 2005            | 11                  | 9     | 0    | 2    | 459   | 281   | 178     | 8             | 44            | 1.      | (zwycięstwo w finale z Waratahs)            |

### Miejsca w Super 14
| Super 14 Results |                     |       |      |      |       |       |         |               |               |         |                                         |
| Rok              | Rozegrane spotkania | Zwyc. | Rem. | Por. | Pkt.+ | Pkt.- | Pkt.+/- | Pkt. bonusowe | „Duże” punkty | Miejsce | Playoffy                                |
| 2006             | 13                  | 11    | 1    | 1    | 412   | 210   | 202     | 5             | 51            | 1.      | (zwycięcięstwo w finale nad Hurricanes) |
| 2007             | 13                  | 8     | 0    | 5    | 382   | 235   | 147     | 10            | 42            | 3.      | (Porażka w półfinale z Bulls)           |
| 2008             | 13                  | 11    | 0    | 2    | 369   | 176   | 193     | 8             | 52            | 1.      | (zwycięstwo w finale nad Waratahs)      |
| 2009             | 13                  | 8     | 1    | 4    | 231   | 198   | 33      | 7             | 41            | 4.      | (porażka w półfinale z Bulls)           |